# Naesu-eup
Naesu-eup (koreanska: 내수읍) är en köping i stadsdistriktet Cheongwon-gu i kommunen Cheongju i Sydkorea.
Den ligger i provinsen Norra Chungcheong, i den centrala delen av landet, 100 km söder om huvudstaden Seoul.
I den västra delen av köpingen ligger flygplatsen Cheongju International Airport.